# 사랑의 찬가 (2001년 영화)
사랑의 찬가(Eloge De L'amour, In Praise Of Love)는 스위스에서 제작된 장 뤽 고다르 감독의 2001년 드라마 영화이다. 브루노 푸트줄루 등이 주연으로 출연하였고 알랭 사르드 등이 제작에 참여하였다.

## 출연

### 주연
- 브루노 푸트줄루
- 세실 캠프

### 조연
- 잔 다비
- 프랑시스 버니
- 오드리 클레바네르
- 쟝 라쿠뛰르
- 제레미 리프만

## 제작진
- 의상: 마리나 틸바우트
- 배역: 스테판 포앙키노스